# Como (Texas)
Como é uma cidade  localizada no estado norte-americano do Texas, no Condado de Hopkins.

## Demografia
Segundo o censo norte-americano de 2000, a sua população era de 621 habitantes.
Em 2006, foi estimada uma população de 647, um aumento de 26 (4.2%).

## Geografia
De acordo com o United States Census Bureau tem uma área de
2,9 km², dos quais 2,9 km² cobertos por terra e 0,0 km² cobertos por água. Como localiza-se a aproximadamente 163 m acima do nível do mar.

## Localidades na vizinhança
O diagrama seguinte representa as localidades num raio de 32 km ao redor de Como.